# Dudești (Bucarest)
El barri de Dudești és un dels barris del Sector 3 de Bucarest (Romania). Està situat en zona sud-est de la capital romanesa. Dudești està al costat dels barris de Vitan, Văcăreşti i Dristor. La cultura mesolítica coneguda com a cultura de Dudești (que data del 5è i 4t mil·lenni aC.) es va estendre per la major part de la plana romanesa i la regió romanesa de Dobrudja i rep el seu nom d'aquesta regió de Bucarest, ja que les primeres restes arqueològiques d'aquesta cultura es van localitzar a aquest barri.
Dudești era originalment un llogarret i va ser annexionada al terme municipal de Bucarest quan la ciutat va créixer a finals dels anys setanta, però es va escapar del projecte de sistematització de Nicolae Ceaușescu. El nom de Dudești procedeix del mot romanès Dud (en català vol dir drap) i del sufix -eşti. Al llarg del barri transcorre la Calea Dudești, que és una de les principals artèries viàries de Bucarest.
Molt a prop del barri es troba un dipòsit de tramvies i l'albereda de Bucarest.